# 붕괴 에너지
붕괴에너지는 핵 붕괴 때 발생하는 에너지이다. 불안정한 원자핵이 이온화된 입자들과 방사선을 방출해 에너지를 잃는 과정이다. 붕괴의 결과 모핵종이 딸핵종으로 변화한다. 약칭은 Q이며, 단위는 보통 MeV이다.